# Coccobius euphorbiae
Coccobius euphorbiae är en stekelart som först beskrevs av Jean Risbec 1957.  Coccobius euphorbiae ingår i släktet Coccobius och familjen växtlussteklar. Inga underarter finns listade i Catalogue of Life.